# Västeråsmossen
Västeråsmossen är ett naturreservat i Hällefors kommun i Örebro län.
Området är naturskyddat sedan 2007 och är 372 hektar stort. Reservatet består av myren med detta namn där vid Björntjärn det finns en liten granskog.